# Karolina Ciaszkiewicz
Karolina Ciaszkiewicz est une ancienne joueuse de volley-ball polonaise née le 7 septembre 1979 à Wrocław. Elle mesure 1,84 m et jouait au poste de réceptionneuse-attaquante. Elle a terminé sa carrière de volleyeuse professionnelle en 2018.

## Clubs
| Club                | De        | À         |
| ------------------- | --------- | --------- |
| Gwardia Wrocław     |           | 1997-1998 |
| Bielsko-Biała       | 1998-1999 | 2001-2002 |
| AZS AWF Poznań      | 2002-2003 | 2002-2003 |
| Pałac Bydgoszcz     | 2003-2004 | 2006-2007 |
| Bielsko-Biała       | 2007-2008 | 2013-2014 |
| Muszynianka Muszyna | 2014-2015 | 2015-2016 |
| Wisła Varsovie      | 2016-2017 | 2017-2018 |

## Palmarès
- Championnat de Pologne
  - Vainqueur : 2010.
  - Finaliste : 2003, 2005, 2009.
- Coupe de Pologne
  - Vainqueur : 2005, 2009.
- Supercoupe de Pologne
  - Vainqueur : 2005, 2010.
  - Finaliste : 2014.